# Руйе, Гийом
Гийом Руйе, латинизированная форма — Ровиллий (фр. Guillaume Rouillé, лат. Rovillius, Rovilium, Gulielmus; ок. 1518 — 1589) — французский гуманист, один из наиболее видных издателей книг в Лионе XVI века. Изобрёл формат карманных книг под названием «секстодецимо» (sextodecimo), в котором страница составляла 1/16 печатного листа — вдвое меньше, чем в формате «октаво». Издал множество исторических и медицинских трудов, поэтических произведений, различных сборников и справочников.

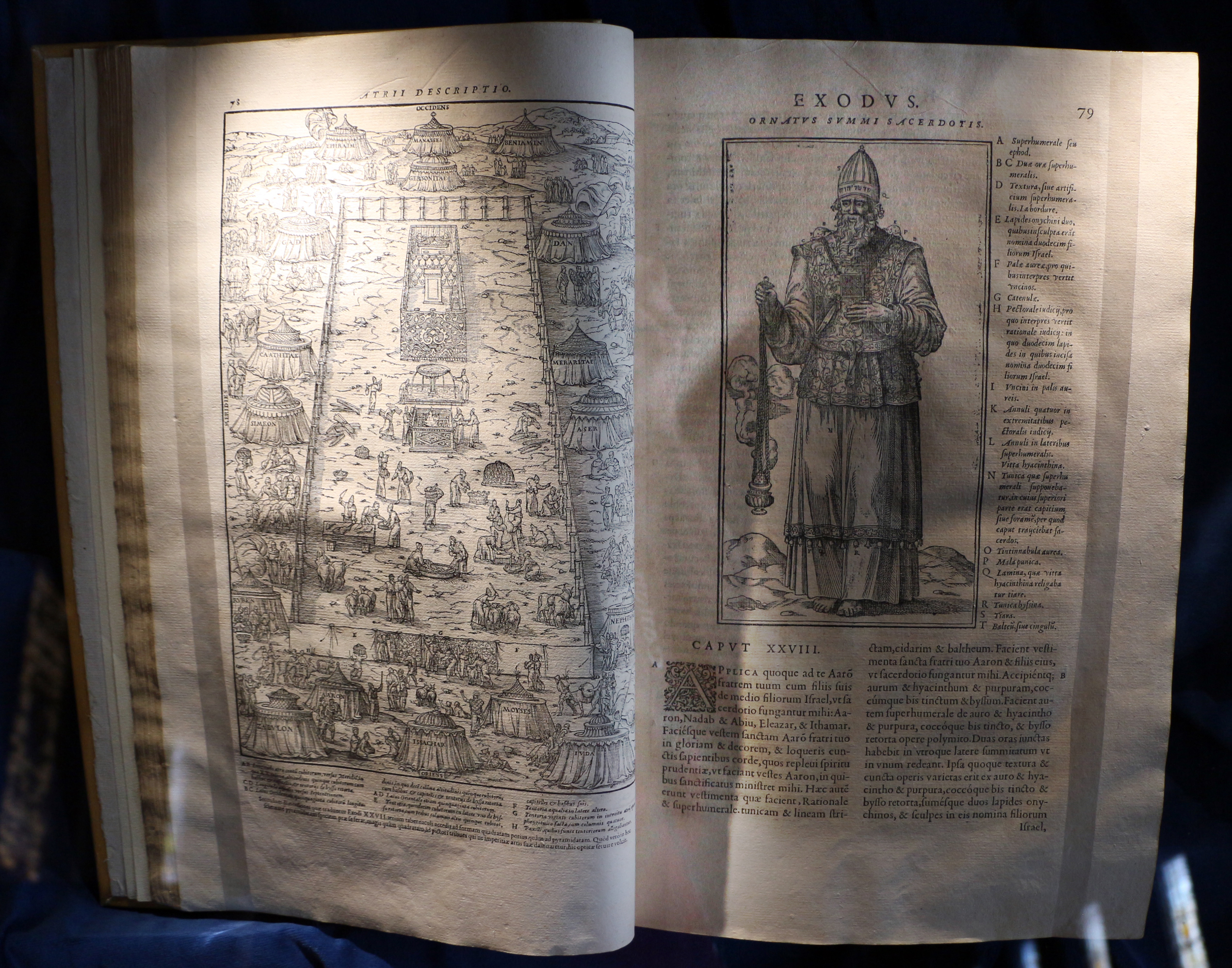
Вульгата, изданная Гийомом Руйе в 1566 году

## Биография
Руйе обучался издательскому делу в венецианской типографии Габриэле Джолито де Феррари; он сохранял контакты с Венецией и после приезда в Лион в 1543 году. Это было для него одним из источников новых текстов.
В 1549 году Руйе совместно с издателем Масе Бономом (Macé Bonhomme) издал французский перевод «Книги эмблем» Андреа Альчиато, выполненный Бартельми Ано (Barthélemy Aneau); вскоре они также издали переводы этой книги на итальянский и испанский языки. Кроме того, Руйе издавал посвящённые девизам труды Паоло Джовио и Габриэле Симеони. С иконографией связан и изданный им сборник портретов исторических личностей «Promptuarium iconum insigniorum» (1553), в котором портреты были исполнены в форме медалей и сопровождались краткими биографиями.
В 1555 году он издал «Sententiae omnes undiquaque selectissimae» (примерный перевод с латыни — «Все и отовсюду избранные изречения»), сборник нравственных максим из трудов Аристотеля. Впоследствии он был одним из четырёх издателей, участвовавших в выпуске «Комментариев» Маттиоли к труду Диоскорида. Для Руйе это была дань памяти погибшему другу, Мигелю Сервету, комментарии которого также вошли в книгу.
На титульных листах изданий Руйе хорошо заметна его эмблема: орёл, который сидит на шаре, покоящемся на пьедестале; по бокам от шара — две змеи с переплетёнными хвостами. Наследники Руйе продолжали его дело в XVII веке.